# Ben Green (autocoureur)
Ben Green (Waltham Abbey, 2 februari 1998) is een Brits autocoureur. In 2021 werd hij kampioen in de DTM Trophy.

## Carrière

### Ginetta-kampioenschappen
Green begon zijn autosportcarrière eind 2014 in de Ginetta Junior Winter Series bij het team Supergreen, waarin een tiende plaats op het Snetterton Motor Racing Circuit zijn beste resultaat was en met 33 punten elfde in het klassement werd. In 2015 reed hij een volledig seizoen in het Ginetta Junior Championship voor Supergreen Racing. Een achtste plaats op het Croft Circuit was zijn beste race-uitslag en hij werd met 102 punten achttiende in de eindstand.
In 2016 stapte Green over naar de Ginetta GT4 Supercup, waar hij voor Super Green Racing bleef rijden. Hij behaalde drie podiumfinishes, twee op het Knockhill Racing Circuit en een op Donington Park. Met 282 punten werd hij achtste in het kampioenschap. In 2017 bleef hij actief in de klasse, maar stapte hij over naar het team Century Motorsport. Hij won zeven races: twee op zowel Croft als de Rockingham Motor Speedway en een op Donington Park, Silverstone en Brands Hatch. Daarnaast stond hij nog zes keer op het podium. Met 528 punten werd hij achter Callum Pointon tweede in het eindklassement.

### Britse GT
In 2018 maakte Green de overstap naar het Britse GT-kampioenschap, waar hij zijn samenwerking met Century Motorsport voortzette. Hij kwam hier uit in de GT4-klasse en deelde de auto met Ben Tuck. Hij won een race op Snetterton en stond ook op Brands Hatch op het podium, waardoor hij met 123 punten tweede in de eindstand werd. Ook kwam hij in aanmerking voor de Silver Cup-klasse, waar hij met zeges op Snetterton en Brands Hatch derde werd met 166 punten.
In 2019 bleef Green actief in de Britse GT, waarin hij met Century overstapte naar de GT3-klasse. Hij kreeg met Dominic Paul een nieuwe teamgenoot. Twee vijfde plaatsen in het eerste raceweekend op Oulton Park waren zijn beste resultaten en hij werd met 35,5 punten zeventiende in het kampioenschap. In 2020 reed hij in de GT4-klasse enkel in de race op Brands Hatch, waarin hij tweede werd.

### DTM Trophy
In 2020 kwam Green uit in de nieuwe DTM Trophy voor het team FK Performance. Al in het eerste raceweekend op het Circuit de Spa-Francorchamps behaalde hij zijn eerste overwinning. In de rest van het seizoen stond hij nog tweemaal op de Nürburgring en eenmaal op het Circuit Zolder op het podium. Met 120 punten werd hij vierde in het eindklassement.
In 2021 bleef Green rijden in de DTM Trophy bij FK. Hij won vijf races op het Autodromo Nazionale Monza, de Nürburgring, de Red Bull Ring, de Hockenheimring Baden-Württemberg en de Norisring. Daanaast stond hij in vijf andere races op het podium. Met 247 punten werd hij gekroond tot kampioen in de klasse.

### ADAC GT Masters
In 2022 stapte Green over naar de ADAC GT Masters, waarin hij voor Schubert Motorsport de auto met Niklas Krütten deelde. Hij behaalde twee overwinningen op de Red Bull Ring, maar kwam in de rest van het seizoen nooit verder dan de zevende plaats in races. Met 118 punten werd hij zevende in het kampioenschap.
In 2023 bleef Green actief in de ADAC GT Masters bij Schubert, maar kreeg hij met Eduardo Coseteng een nieuwe teamgenoot. Hij eindigde op de Hockenheimring, de Sachsenring en de Red Bull Ring op het podium en werd zo met 136 punten opnieuw zevende in het kampioenschap.

### GT World Challenge Europe
Nadat hij in 2023 al deelnam aan de race op het Circuit de Barcelona-Catalunya, reed Green in 2024 een volledig seizoen in de GT World Challenge Europe Sprint Cup en de GT World Challenge Europe Endurance Cup. In de Sprint Cup reed hij bij Emil Frey Racing als teamgenoot van Konsta Lappalainen. Hij won eenmaal op de Hockenheimring en stond ook op Brands Hatch en nogmaals op de Hockenheimring op het podium. Met 62,5 punten werd hij derde in de eindstand. In de Endurance Cup kwam hij uit voor Walkenhorst Racing als teamgenoot van Mex Jansen en Tim Creswick. Hij kwam uit in de Bronze Cup-klasse, waarin een twaalfde plaats op de Nürburgring zijn beste resultaat was. Met 9 punten eindigde hij op plaats 22 in het klassement.
In 2025 blijft Green rijden in de GT World Challenge Europe Sprint Cup bij Emil Frey Racing naast Lappalainen.

### DTM
In 2025 maakt Green zijn debuut in de DTM bij Emil Frey Racing.